# Kristine Tissier
 (avril 2024).
Il peut être nécessaire de l'améliorer pour respecter le principe de neutralité de point de vue. 

Kristine Tissier, née le 10 octobre 1928 à Segré et morte le 23 août 2010 à Paris, est une artiste peintre et sculptrice française à tendance non-figurative, dont l'œuvre relève de l'art informel, de l'abstraction lyrique et du paysagisme abstrait.

## Biographie
Formée à l'École nationale supérieure des arts décoratifs en 1947, puis à l'École nationale des Beaux-Arts où elle étudie la peinture, mais aussi la sculpture dans l'atelier de Marcel Gimond (un ancien élève de Maillol), d'Alfred Janniot et de Louis Leygue, Kristine Tissier expose pour la première fois en 1951, à Paris.
En 1954, elle obtient une bourse des Affaires Culturelles pour aller étudier l'art de la fresque en Italie. À Paris, elle  collabore à la réalisation de décors avec le Théâtre du Vieux Colombier et, en 1960, dessine des tissus pour Christian Dior, Jeanne Lanvin ou Guy Laroche tout en répondant à une commande du casino de Baden-Baden. Elle est aussi l'auteur de médailles commémoratives pour la Monnaie de Paris (notamment en hommage à Jean Marais et à Sonia Delaunay). Entre 1968 et 1970, Kristine Tissier séjourne en Espagne ; elle y collabore avec des architectes et expose à plusieurs reprises, les années suivantes, galerie Seiquer à Madrid.
De nombreuses expositions, personnelles et collectives, jalonnent sa carrière de femme artiste peintre évoluant au sein des avant-gardes de l'après Seconde guerre mondiale : des galeries parisiennes comme celles de Suzanne de Coninck, Jeanne Castel, Iris Clert, Bernheim-Jeune, Henri Bénézit ou Pierre Larock-Granoff, jusqu'à celle de Mireille Batut d'Haussy en 2001, présentent son travail ainsi que des galeries en Suisse ou au Japon et le musée de Prilep en Yougoslavie. Elle est aussi une habituée des manifestations artistiques parisiennes (Salon d'automne, Salon d'art sacré, Salon des artistes français, Salon Comparaisons, Salon des femmes peintres et sculpteurs, Salon des grands & jeunes d'aujourd'hui, Salon des indépendants, Salon de mai, etc.).
Durant les années 1970, Kristine Tissier est professeur d'arts plastiques dans les lycées parisiens. La naissance de son fils, Alexandre (qui déclarera un jour : « D'aussi loin que je me souvienne, il y a toujours eu la peinture…»), s'accompagne de son installation dans un atelier-appartement au 49 rue de la Procession, Paris XVe. Ce bâtiment abritant un ensemble de résidences d'artistes, Kristine Tissier participe à l'exposition Les Douze de la rue de la Procession organisée par la Ville de Paris, où elle figure aux côtés de Peter Klasen. En 1989, elle sera invitée à présenter une exposition personnelle, Entre murs et ciels, à l’Unesco. Durant les années 1980, par ailleurs, elle décide d’entreprendre une psychanalyse qui s'inscrit dans la continuité de son itinéraire esthétique où résonne toujours « l'intériorité ».
À partir du milieu des années 1990, « les musées français et centres culturels étrangers institutionnalisent définitivement son travail » : ce sont d'abord les musées d'art et d'histoire de Chaumont (1995), de l'Ardenne et Arthur-Rimbaud à Charleville-Mézières (1996) ; puis le musée Pierre-Noël et la Tour de la liberté de Saint-Dié-des-Vosges (Lumière et Ombre, 2000) où l'œuvre de Kristine Tissier est associée à des créations de Georges Braque et Jean Bazaine ; et enfin le musée du Donjon de Niort (Territoire du silence, 2001), ainsi que les centre culturels de Corée (1996) ou d'Égypte (2004) à Paris, « qui voient leurs cimaises recouvertes des toiles de l'artiste ».

## L'œuvre
Kristine Tissier ne se revendique d'aucun groupe ou courant artistique. Néanmoins, admiratrice de Jean Fautrier, Raoul Ubac et Zao Wou-Ki, sa démarche évolue peu à peu d'une peinture informelle ou stylisée à l'extrême, vers un paysagisme abstrait singulier qui n'est pas, non plus, sans rapport avec un Wols ou un Riopelle. Fruit d'un travail assidu sur soi-même, de recherches techniques et esthétiques permanentes et d'un effort soutenu sur la matière et la couleur, « son œuvre sans concession, élaborée avec un courage et une persévérance admirables », s'étend sur près de soixante années.
Matiériste, sa peinture s'oriente, dès le milieu des années 1960, vers les effets de matière brute et fragmentée où la sculpture n'est pas très loin. À une linéarité où dominent des empilements de motifs verticaux (Cité enfouie) ou horizontaux, l'artiste oppose des motifs organiques, parfois d'allure marine. Une synthèse s'élabore à la fin années 1970 et au début des années 1980 : « un mélange d’enduits et de sables, dont la composition exacte demeure secrète, lui permet désormais de texturer et structurer sa peinture » en véritables tableaux à reliefs. Alors, en toute liberté, « Kristine Tissier appose, gratte, sculpte d'immenses espaces baignés de lumière » et parfois d'ombre qui font les déserts (Oural), les montagnes (Aguedal de montagne), les falaises et où une abstraction inspirée du tachisme flirte avec l'évocation « de contrées inexplorées pour aventuriers Vénusiens ».
Les rares sculptures de Kristine Tissier sont réalisées notamment en terre noire chamottée comme son Couple enlacé patiné façon bronze, tandis que ses peintures, qui constituent l'essentiel de l'œuvre, s'inscrivent sur « un fond pigmenté de couleurs pures, délicates, déposées en couches successives, chatoyantes et transparentes », parfois comme des éclaboussures. Durant les années 1990, ce sont des figures d'empreintes préhistoriques fossilisées suggérant les formes végétales ou animales énigmatiques de l'art pariétal, tel son Minotaure sacré, qui s'imposent au peintre. Celles-ci sont coulées sur le fond « dans un matériau rugueux, puissant, résistant à l'usure des âges ». Rigoureusement structurées, lyriques et intensément personnelles, déployant « ses variations en brun, gris et noir avec de larges plages blanches » en des formats souvent majestueux, « ses toiles reflètent force et tendresse, évoquent la mémoire et la subtilité de l'empreinte du temps ».
Après des œuvres peintes à la fin de la décennie « d'une grande présence aux couleurs ocres, brunes, rouges, aux ciels bleus » qui peuvent apparaitre comme autant de « souvenirs fragmentaires d'un sud, de Marrakech à Tunis », les années 2000, enfin, voient Kristine Tissier prendre de la distance avec cette quête spirituelle sur les traces archaïques du vivant. Un vaste triptyque d'allure glaciaire, Cape de perles d'eau, témoigne de cette évolution. Tout en conservant à sa peinture ses liens avec les forces du cosmos qui en fait aussi « une géographie de l'âme », l'artiste (avec laquelle, en 2005, collabore Yvon Taillandier) renoue avec le paysagisme abstrait dans une palette aux tonalités sourdes où les formes, fussent-elles minérales, se fondent irréversiblement entre elles.

## Principales expositions
- 1951 : Première exposition galerie des Capucines, Paris IIe.
- 1964 : Exposition galerie Hoche, Paris VIIIe.
- 1967 : Expositions de dessins au Japon et en Suisse. Présentée par la galerie Iris Clert au Marché expérimental d’art, Paris.
- 1969 : Exposition galerie de l'hôtel Melia, Madrid.
- 1970 : Exposition galerie Seiquer, Madrid.
- 1970-72 : Cité internationale des arts : exposition des 27 nations (à trois reprises).
- 1971 : Exposition galerie Can Pablo, Santa Eulalia, Espagne. Participe à la Colonie des arts, musée de Prilep, Yougoslavie.
- 1972 : Exposition galerie Suzanne de Coninck, Paris VIIe.
- 1973 : Participe à la Biennale de la tapisserie à Lausanne.
- 1974 : Salon des indépendants, Grand Palais, Paris. Micro-Salon, Iris Clert, Paris.
- 1975 : Exposition galerie Seiquer, Madrid - Exposition Les Douze de la rue de la Procession, Paris XVe.
- 1976 : Salon de mai, La Défense, Paris - Galerie Maître-Albert - Micro-Salon, Iris Clert, Paris.
- 1977 : Biennale internationale d’Ibiza, Baléares. American center (exposition de groupe), Paris.
- 1978-79 : Salon des Femmes peintres et sculpteurs, musée du Luxembourg, Paris.
- 1978-81 : Participe chaque année aux Salons d’art sacré, musée du Luxembourg, Paris.
- 1979 : Exposition galerie Maître-Albert.
- 1981 : Exposition galerie Seiquer, Madrid - Exposition Fondation Boris Vian, Eus, Pyrénées-Orientales.
- 1982 : Le Petit bronze, galerie Bernheim-Jeune, Paris VIIIe.
- 1982-86 : Salons de mai, Grand Palais, Paris.
- 1984 : Exposition galerie d’art contemporain des Arcs 1600 - Bourg-Saint-Maurice.
- 1985 : Salon de la Jeune peinture (Grand Palais), Salon des Artistes français et Salon Grands et jeunes d’aujourd’hui.
- 1985-86 : Exposition de la médaille-objet à la Monnaie de Paris. Exposition galerie Eolia, Paris VIe.
- 1986 : Expositions à la galerie Orly Sud, au Salon Sud 92 et au Théâtre de Saint-Lô, Manche.
- 1987 : Salon Grands et jeunes d’aujourd’hui et Salon d’automne, Grand Palais, Paris.
- 1988 : Inauguration du Centre William-Harvey, Manche. Salon Grands et jeunes d’aujourd’hui, Grand Palais, Paris.
- 1989 : Exposition galerie Francine Fontaine, Paris. Vente de prestige au profit de l’Institut Curie à la Monnaie de Paris. Galerie d'art de l'hôtel Astra, Paris. Exposition Entre murs et ciels, Maison de l’Unesco, Paris.
- 1990 : Salon de mai et Salon Comparaisons, Grand Palais, Paris. Expositions Terres roses et Nativité, galerie A. J. Buci, Paris.
- 1992 : Salon Comparaisons, Grand Palais. Exposition de groupe à la galerie Jeanne Castel, Paris VIIIe.
- 1994 : Deux expositions de groupe : galerie Henri Bénézit, Paris VIe et galerie Larock-Granoff, Paris VIe.
- 1995 : Exposition monographique (18 mars - 21 mai) au musée d'art et d'histoire de Chaumont, Haute-Marne.
- 1996 : Exposition monographique (6 septembre - 6 octobre) aux musées de l'Ardenne et Arthur Rimbaud, Charleville-Mézières. Expositions (19 avril - 13 mai) avec Kwun Sun-Cheol au Centre culturel coréen, Paris XVIe, et à la galerie Larock-Granoff, Paris VIe. Salon Grands et jeunes d’aujourd’hui, Paris.
- 2000 : Exposition monographique (1er juillet - 27 août) Lumière et Ombre à la Tour de la liberté et au musée Pierre Nöel de Saint-Dié-des-Vosges.
- 2000-2001 : Exposition monographique (novembre 2000 - janvier 2001) Territoire du silence au musée du Donjon de Niort.
- 2001 : Exposition galerie Mireille Batut d’Haussy, Paris Ve .
- 2004 : Exposition Terre de mémoire  (29 mars - 9 avril) au Centre culturel d'Égypte, Paris Ve.

## Collections publiques
L'œuvre de Kristine Tissier a fait l'objet d'acquisitions publiques par les Affaires Culturelles : les tableaux Variations (Centre national des arts plastiques / Ministère de la Justice, Paris), 1980  ; Cicatrices géologiques (Ambassade de France, Ile Maurice) ; Respiration d'oiseaux (Ambassade de France, Brasilia) ; Secret de pierre (Ambassade de France, Madrid) ; Impulsion (Ambassade de France, Varsovie), 1988 ; ainsi qu'un tableau, sans titre, de 1993 par le musée de l'Ardenne à Charleville-Mézières (reproduit au catalogue p. 23), 1996.

### Monographies
- Kristine Tissier. Lumière et Ombre, avec une préface de Christian Pierret, secrétaire d'État, et de Robert Bernard, maire de Saint-Dié-des-Vosges ; et des contributions de Daniel Grandidier, conservateur en chef du patrimoine, de Pierre Brisset et de Jacqueline Delaunay-Hologne. Musée Pierre-Noël de Saint-Dié-des-Vosges, 2e trimestre 2000, 22 p. dont 11 planches en couleurs
- Tissier. Passeport 94-95, avec une contribution d'Alain Tourneux, conservateur en chef du patrimoine, ouvrage parrainé par le musée de Chaumont et les musées de l'Ardenne et Arthur-Rimbaud. Éditions Fragments, mars 1995, 48 p. dont 21 planches en couleurs  (ISBN 2-908066-54-8)
- Kristine Tissier. Territoire du silence, avec des contributions de Christian Gendron, conservateur en chef du patrimoine, et de Dominique Gontier. Musée du Donjon de Niort, communauté d'agglomération de Niort, novembre 2000, 50 p. dont 17 planches en couleurs  (ISBN 2-911017-22-6)[35]

### Contributions
- Pierre Brisset, « La terre et le rocher », 5 mars 1989, revue L'Œil n°406, mai 1989, Paris, p. 80 (republié, sous une version modifiée, dans le catalogue du musée de Saint-Dié-des-Vosges, 2000).
- Jacqueline Delaunay-Hologne, « Lettre à Kristine », juin 2000, catalogue du musée de Saint-Dié-des-Vosges, pp. 13-15.
- Claude Dorval, « Kristine Tissier », article de presse sur l'exposition à la galerie d'art de l'hôtel Astra, Paris, 25 avril - 25 mai 1989, journal Profils médico-sociaux (section « Profils arts ») du 27 avril 1989, p. 16.
- Christian Gendron, « Les assises géologiques du monde », 2000, catalogue du musée de Niort, p. 7.
- Dominique Gontier, « L'éternelle naissance du monde », 2000, catalogue du musée de Niort, p. 9.
- Daniel Grandidier, « Géographie de l'âme », juin 2000, catalogue du musée de Saint-Dié-des-Vosges, p. 7.
- Pierre Larock-Granoff, carton d'invitation à l'exposition du Centre culturel coréen, Paris, 19 avril - 13 mai 1996, p. 3.
- Ugo Levoyer, « Kristine Tissier », présentation de l'artiste et de son  fonds d'atelier, catalogue de la maison de ventes aux enchères Magnin Wedry, Paris, 2021.
- Alain Tourneux, « De la matière », Tissier. Passeport 94-95, mars 1995, pp. 6-44.